# Екаб, Мимми и говорящие собаки
«Екаб, Мимми и говорящие собаки» (латыш. Jēkabs, Mimmi un runājošie suņi) — детский анимационный фильм режиссёра Эдмунда Янсонса (латыш. Edmunds Jansons) снятый по мотивам книги латвийской писательницы Луизы Пасторе «Рассказ Маскачки» (Neputns, 2013), получившей Приз года в области латышской литературы.
Фильм номинирован на главный приз Международного фестиваля детского кино во Франции.

## Сюжет
Действие фильма происходит в наши дни в историческом районе Риги (Латвия) Московский форштадт, или, как его называют местные жители, «Маскачка». Московский форштадт отличает обилие зданий и парков, имеющих кульурно-историческое значение, но в то же время данный район относится к деградирующим городским территориям.
По сюжету мультфильма городской мальчик Екаб из благополучной семьи живёт в просторной квартире в центре Риги. Мимми — его двоюродная сестра, они с безработным отцом ютятся в деревянном доме на окраине Маскачки. На каникулах Екабу предстоит целую неделю провести в доме Мимми и сначала он воспринимает эту новость без энтузиазма. Екаб — сын архитектора, он часто рисует Ригу и однажды понимает, что нарисованные им городские образы появляются в реальности. На Маскачке Екабу и Мимми встречаются странные персонажи — бездомные псы, которые знают человеческий язык. Вместе детям и собакам предстоит защитить Маскачку от сноса и застройки современными небоскребами.

## О мультфильме
Фильм создан в анимационной студии «Atom Art» в сотрудничестве с польской студией «Letko» в рамках программы центра Национального кино «Фильмы Латвии — столетию Латвии». Роли в русской версии мультфильма озвучили Яков Рафальсон, Михаил Карасиков, певец Интар Бусулис и другие известные актёры
Фильм отличает яркая, насыщенная анимация, детальное изображение городских объектов и пейзажей (действие происходит в реально существующих местах) и глубоко проработанные образы персонажей.
Параллельно с основной сюжетной линией картина «Екаб, Мимми и говорящие собаки» поднимает многие социальные вопросы и призывает к дискуссии о сохранении и развитии городской среды.
«Это увлекательная и великолепно нарисованная история о детстве, дружбе, взаимопомощи, встрече с первыми трудностями и их преодолении. Мультфильм смотрится на одном дыхании как детьми, так и взрослыми. Зритель каждого возраста найдет в нём что-то свое, а в плане „заставить задуматься“ лента превосходит очень многие современные картины. Екаб, Мимми и собаки хотят защитить не только свое место в городе, но и право чему-то наивному, не идеальному, но знакомому и родному оставаться среди строгого мира „настоящей“ жизни. То есть, по сути, мультфильм рассказывает нам о праве частички детства остаться внутри каждого взрослого». — продюсер Сабине Андерсоне.
«Очень понравилось! Мне кажется, что фильм великолепный — он обращается ко всем поколениям и для каждого из них у картины свой посыл. Фильм образовывает — после просмотра и с детьми и со взрослыми можно начать разговор о среде, которая нас окружает, о том, что влияет на неё и о том, как человек может менять среду. Фильм заставляет задуматься об архитектуре, культурном наследии, о том, какова ответственность каждого из нас перед нашим наследием и о том, можем ли мы подойти к изменению своей среды творчески и делать это качественно, не разрушая. Все это в фильме сказано на хорошем, простом языке», — Министр культуры Латвии Даце Мелбарде.

## Формат
Фильм создан в формате развлекательного, образовательного и социального проекта для детей. В рамках кинопроекта:
1. Разработаны методические учебные материалы по предметам социальных знаний, литературы и рисования.
2. Проводится интерактивная образовательная игра на ориентирование в Московском форштадте для школьников.
3. Запущена серия социальной рекламы об улучшении городской среды (снижение количества реагентов на дорогах, правила безопасности дорожного движения, сохранение городских объектов исторического и культурного наследия и т. п.).
Язык: латышский, русский (дубляж)
Анимация: фильм выполнен в техниках рисованной и аппликационной анимации

## О режиссёре
Режиссёр мультипликации и художник Эдмунд Янсонс за свою карьеру успел поработать и аниматором, и сценаристом, и режиссёром монтажа, а также получить признание как иллюстратор детской литературы. Имеет степень бакалавра ТВ режиссуры, изучал анимацию в Московском институте кино и получил степень бакалавра по режиссуре анимации в Эстонской академии искусств. Режиссёр известен своим мультсериалом «Тряпочки», а также принимал участие в создании легендарного мультсериала Фантадром.
Документальный фильм-интервью Эдмунда Янсонса «Глазами Чижа» (2007) снискал не только награды национального уровня, но и интерес международных кинофестивалей. Ну а короткометражные картины «Хоровое турне» (2012), показанная более чем на 100 международных фестивалях, «Международный день отца» (2013) (60 фестивалей) и «Остров тюленей» (2015) (показан на экране наиболее значимого в мире Международного фестиваля анимационных фильмов в Анси) сделали режиссёра заметным в высших кругах мира анимации. Созданный Эдмундом Янсонсом анимационный фильм «Косичка и Бессоня» (2017) получил три «Больших Кристапа» и главные награды на значимых международных фестивалях анимационных фильмов.